# Аскеров, Исмаил Насрулла оглы
Исмаил Насрулла оглы Аскеров — советский азербайджанский хозяйственный, государственный и партийный деятель.

## Биография
Родился 15 ноября 1914 в Ордубаде. Член ВКП(б)  с 1939 года.

### Образование
С 1930 по 1933 — учёба в Бакинском лесном техникуме.
С 1934 по 1935 — учёба в Бакинском учебном комбинате промысловой кооперации.
С 1935 по 1939 — учёба на финансово-экономическом факультете Института народного хозяйства имени Карла Маркса. С 1939 по сентябрь 1940 — аспирант этого же института.
С сентября 1940 — по ? — слушатель Высшей партийной школы при ЦК ВКП(б).

### Трудовая деятельность
С 1940 года — на хозяйственной, общественной и политической работе. В 1940—1960 гг. — инструктор, заместитель секретаря Ордубадского районного комитета ЛКСМ Азербайджана, заместитель заведующего Отделом пропаганды и агитации Бакинского городского комитета КП(б) Азербайджана, секретарь ЦК ЛКСМ Азербайджана по пропаганде и агитации, 1-й секретарь ЦК ЛКСМ Азербайджана, заместитель заведующего Отделом кадров ЦК КП(б) Азербайджана, заведующий Отделом партийных, профсоюзных и комсомольских органов ЦК КП Азербайджана, председатель Азербайджанского республиканского Совета профсоюзов, 1-й секретарь Нахичеванского областного комитета КП Азербайджана, заместитель министра сельского хозяйства Азербайджанской ССР, председатель Партийной комиссии ЦК КП Азербайджана.
Избирался депутатом Верховного Совета СССР 4-го созыва. Умер 17 февраля 2003 года в городе Баку.

## Награды
- Орден «Знак Почёта» (1946)
- Орден Октябрьской Революции (27 августа 1971)[1]
- Орден Трудового Красного Знамени (1976)
- Орден Ленина (1980)